# Fischeria alata
Fischeria alata är en oleanderväxtart som beskrevs av T. S. Brandegee. Fischeria alata ingår i släktet Fischeria och familjen oleanderväxter. Inga underarter finns listade i Catalogue of Life.